# Tetrastichus graminicola
Tetrastichus graminicola är en stekelart som beskrevs av Jean Risbec 1957. Tetrastichus graminicola ingår i släktet Tetrastichus och familjen finglanssteklar.
Artens utbredningsområde är Madagaskar. Inga underarter finns listade i Catalogue of Life.